# (234) Barbara
(234) Barbara – planetoida z grupy pasa głównego asteroid okrążająca Słońce w ciągu 3 lat i 251 dni w średniej odległości 2,39 j.a. Została odkryta 12 sierpnia 1883 roku w Clinton położonym w hrabstwie Oneida w stanie Nowy Jork przez Christiana Petersa. Nazwa planetoidy pochodzi prawdopodobnie od Barbary z Nikomedii.
Planetoida należy do jednych z najstarszych ciał Układu Słonecznego, jej wiek szacowany jest na 4,55 miliardów lat.